# Muricopsis (Muricopsis) hernandezi
Muricopsis (Muricopsis) hernandezi is een slakkensoort uit de familie van de Muricidae. De wetenschappelijke naam van de soort is voor het eerst geldig gepubliceerd in 2007 door Rolán & Gori.